# Liou Tung
Liou Tung, čínsky pchin-jinem Liú Dōng, znaky zjednodušené 刘东, tradiční 劉東 (* 24. prosince 1973 Liao-ning) je bývalá čínská atletka, běžkyně na střední tratě, mistryně světa v běhu na 1500 metrů z roku 1993.

## Život
V 19 letech zvítězila na juniorském mistrovství světa v roce 1992 v běhu na 1500 metrů. O rok později se stala ve Stuttgartu mistryní světa na této trati mezi dospělými. Osobní rekord v běhu na 800 metrů 1:55,54 vytvořila v roce 1993, její nejlepší čas na 1500 metrů 3:56,31 pochází z roku 1997.